# AMVJ (volleybal)
AMVJ is een Nederlandse volleybalclub waarvan het damesteam uitkomt in de A-League, de hoogste Nederlandse klasse. AMVJ is opgericht op 9 maart 1930 in Amsterdam, en is daarmee de oudste nog bestaande volleybalvereniging van Nederland. In 1980 verhuisde de club van Amsterdam naar Amstelveen.
In het seizoen 1999-2000 verhuisde het 1e herenteam van de club van Amstelveen naar Almere, waar het onder de naam Omniworld/AMVJ ging spelen. De rest van de vereniging bleef gewoon in Amstelveen, en alle teams schoven 1 plek door, waardoor er in Amstelveen bij de heren gewoon een AMVJ 1 bleef bestaan.
Vanaf het seizoen 2009/10 zijn de eerste twee damesteams samengevoegd met de eerste twee damesteams van Martinus, tevens uit Amstelveen, en spelen die onder de naam TVC Amstelveen. Het eerste damesteam speelt in de DELA League, het tweede in de B-League. De naam werd van AMVJ veranderd in AMstelveen.

## Erelijst
| Competitie    | Mannen                                                     | Vrouwen    |
| ------------- | ---------------------------------------------------------- | ---------- |
| Landskampioen | 1948, 1963, 1969, 1970, 1971, 1972, 1973, 1980, 1989, 2002 | 1948, 1995 |
| Bekerwinnaar  | 1977                                                       | 1985, 1995 |
| Supercup      |                                                            | 1997       |